# Władimir Diemin
Władimir Iwanowicz Diemin (ros. Владимир Иванович Демин, ur. 17 czerwca?/30 czerwca 1906 w Odessie, zm. w lutym 1988 w Winnicy) – funkcjonariusz radzieckich organów bezpieczeństwa, generał major.

## Życiorys
Rosjanin, 1922 skończył szkołę robotniczą w Wołoczysku, pracownik kołchozu, później oddziałów pogranicznych OGPU, działacz Komsomołu, od 19 września 1926 funkcjonariusz operacyjny OGPU, od listopada 1927 w WKP(b). Od 29 marca 1933 do 10 lipca 1934 pełnomocnik oddziału 1 Wydziału Specjalnego OGPU ZSRR, od 10 lipca 1934 do 1 lutego 1935 pełnomocnik Oddziału 6 Wydziału Specjalnego Głównego Zarządu Bezpieczeństwa Państwowego, od 1 lutego do 23 czerwca 1935 pełnomocnik operacyjny Oddziału 6 Wydziału Specjalnego Głównego Zarządu Bezpieczeństwa Państwowego, od 23 czerwca 1935 do 1 marca 1937 pełnomocnik operacyjny Oddziału 10 Wydziału Specjalnego Głównego Zarządu Bezpieczeństwa Państwowego, od 5 grudnia 1935 porucznik bezpieczeństwa państwowego. Od 1 marca do 21 listopada 1937 pełnomocnik operacyjny Oddziału 7 Wydziału 3 Głównego Zarządu Bezpieczeństwa Państwowego, od 21 listopada 1937 do czerwca 1938 pomocnik szefa Oddziału 1 Wydziału 2 Głównego Zarządu Bezpieczeństwa Państwowego, od czerwca 1938 do 20 lutego 1939 pomocnik szefa oddziału Wydziału Specjalnego NKWD ZSRR, od 20 lutego 1939 do 1 czerwca 1940 pomocnik szefa Oddziału 3 Wydziału Specjalnego NKWD ZSRR, od 28 lutego 1939 starszy porucznik bezpieczeństwa państwowego. Od 1 czerwca 1940 do 14 marca 1941 szef Wydziału Specjalnego NKWD Karelo-Fińskiej SRR, od 14 marca do 31 lipca 1941 zastępca ludowego komisarza bezpieczeństwa państwowego Karelo-Fińskiej SRR, 28 kwietnia 1941 awansowany na kapitana bezpieczeństwa państwowego, od 15 sierpnia 1941 do sierpnia 1944 zastępca ludowego komisarza spraw wewnętrznych Karelo-Fińskiej SRR, 11 lutego 1943 mianowany podpułkownikiem bezpieczeństwa państwowego. Od kwietnia do października 1944 p.o. szefa, a od 9 października 1944 do 5 czerwca 1947 szef Zarządu NKWD obwodu archangielskiego, 6 listopada 1944 awansowany na pułkownika bezpieczeństwa państwowego, 29 marca 1945 komisarza bezpieczeństwa państwowego, a 9 lipca 1945 generała majora. Od 5 czerwca 1947 do 23 kwietnia 1951 szef Zarządu MWD obwodu królewieckiego, od 23 kwietnia 1951 do 14 listopada 1952 zastępca szefa zarządu MWD obwodu kujbyszewskiego (obecnie obwód samarski), od października 1952 do kwietnia 1953 szef Wołgo-Bałtyckiego Poprawczego Obozu Pracy MWD, od 19 marca do 11 czerwca 1953 szef Zarządu MWD obwodu połtawskiego, od sierpnia 1953 do kwietnia 1954 zastępca szefa Zarządu MWD obwodu charkowskiego.

## Odznaczenia
- Order Lenina (20 marca 1952)
- Order Czerwonego Sztandaru (12 listopada 1946)
- Order Wojny Ojczyźnianej I klasy (dwukrotnie - 2 grudnia 1945 i 11 marca 1985)
- Order Czerwonej Gwiazdy (dwukrotnie - 20 września 1943 i 15 stycznia 1945)
- Odznaka "Zasłużony Funkcjonariusz NKWD" (6 września 1942)
- Odznaka "50 lat członkostwa w KPZR"

I 13 medali.